# Barbara Budrich
Barbara Budrich (* 23. Januar 1965 in Leverkusen) ist eine deutsche Verlegerin, Übersetzerin und Publizistin.

## Leben
Nach ihrer Ausbildung zur Verlagskauffrau mit IHK-Abschluss 1985 machte sie ein Verlagspraktikum bei Harper & Row in Sydney. In den Jahren  1987 bis 1993 studierte sie Anglistik, Geografie und Soziologie in Köln, Berlin sowie St Andrews und beendete das Studium mit dem M.A.-Abschluss im Jahr 1993.
Im selben Jahr begann sie die Arbeit als Lektorin in dem von ihrem Vater Edmund Budrich gegründeten Verlag Leske + Budrich in Leverkusen-Opladen. 2004, nach dem Verkauf von Leske+Budrich an BertelsmannSpringer, gründete Barbara Budrich ihr eigenes Unternehmen, den Verlag Barbara Budrich. 2007 kam Budrich UniPress hinzu, dieser Verlag wurde 2019 in den Verlag Budrich Academic Press überführt. 2008 gründete sie zusammen mit Claudia Kühne die Text-Uni – seit 2012 budrich training – und veranstaltet Seminare, Vorträge und Workshops zu wissenschaftlichem Präsentieren, Publizieren und Schreiben.
Alle Teile der Budrich-Gruppe sind unter der Firmierung Budrich Academic zusammengefasst, ebenso wie die Budrich Agency (Agentur für interne und externe Wissenschaftskommunikation) 2012 gegründet.
Seit 2011 ist Budrich Botschafterin für den Wirtschaftsstandort Leverkusen, Mitglied im Beirat der Initiative Neues Lernen e.V. 2015 wurde sie vom Bundesministerium für Wirtschaft und Energie als Vorbild-Unternehmerin der Initiative 'Frauen unternehmen' ausgezeichnet.
Sie verfasste zahlreiche Publikationen zum Thema „Wissenschaftliches Publizieren“ und Übersetzungen (Englisch-Deutsch), darunter Pumla Gobodo-Madikizela: Das Erbe der Apartheid (2006) und Mike Michalowicz: Profit First (2015).
Barbara Budrich ist verheiratet und hat drei Söhne.

## Schriften
- Schreib Dich an die Spitze! Dein Buch für Deine Zielgruppe. budrich Inspirited, Opladen, Berlin, Toronto, ISBN 978-3-8474-0647-1
- Erfolgreich Publizieren – Grundlagen und Tipps für Autorinnen und Autoren aus den Sozial-, Erziehungs- und Geisteswissenschaften. utb, 3. Auflage 2019, ISBN 978-3-8252-5148-2
- mit Liliana Schmidt, Daniela Keller: Wie schreibe ich eine Doktorarbeit? Leitfaden für Medizin und Zahnmedizin. Springer, Heidelberg 2. Auflage 2018, ISBN 978-3-662-56785-2.
- mit Nike Roos: Geld kann jeder! Unternehmensfinanzen für Klein- und Kleinstunternehmen, FreiberuflerInnen und Selbstständige. budrich Inspirited, Opladen, Berlin, Toronto, ISBN 978-3-8474-0648-8.